# Harlot
HARLOT, también conocido como Víctor de la Mata Pacheco, es un rapero nacido en Valencia (España) en 1982, aunque criado en Barcelona.

## Biografía
Harlot entra en el mundo musical en el año 2004 de manera casi casual gracias al tema "Aquí en Barcelona" y tener unas críticas bastante positivas, es por ello que decide continuar y seguir dedicando su vida al RAP sacando varios trabajos y colaborando en multitud de ellos.
En 2005 saca su maqueta “Embajador de Barcelona”, pero no es hasta su 2º trabajo "Crisálida Mental" cuando consigue la aceptación del público gracias a sus directos y a su forma de conectar con él.
En 2009 con "Binomio", es cuando consigue una madurez musical con la que llega a hacer una gira "Binomio 2009" por toda España.A finales de 2012, Harlot publica el que será su último trabajo "A solas con mi ego" de manera gratuita y decicide que es el final de un ciclo, anunciando su retirada del mundo musical de forma definitiva en diferente portales y webs del medio.

## Curiosidades
- Harlot pasa gran parte de su juventud ligado al grafiti, de ahí su apodo HARLOT sobrenombre con el que se le conoce desde la década de los 90, en esa época funda los ya desaparecidos BRA (Barna Radikal Art), crew dedicada al grafiti.
- Después de alguna decepción y poco apoyo recibido por su distribuidora, Harlot decide sacar adelante sus proyectos con el sello personal "Don Gato Records", en honor a su perro "Don Gato" un Bulldog francés, de ahí el nombre y la efigie del logo en sus trabajos.
- Durante su trayectoria musical Harlot llega a compartir escenario con MC's y grupos reconocidos dentro del Hip Hop como Zpu, Ambkor, Noult, Demo, Arianna Pueyo, Porta, CPV, Lágrimas de Sangre entre otros muchos grupos, DJ's y cantantes.

## Discografía
- Harlot "Embajador de Barcelona" (Maqueta) (2005)
- Harlot "Crisálida Mental" (Maqueta) (2007)
- Harlot & Luisprods "Binomio" (LP) (2009)
- Harlot "Conexiones" (Recopilatorio) (2010)
- Harlot "A solas con mi ego" (Street album) (2012)

## Colaboraciones
- Tivu "Amor al Rap" (2006)
- Bate "Entre 4 paredes" (2006)
- VV.AA. "Hip Hop Nation 71" (2006)
- VV.AA. "Amor al Rap Vol.1" (2006)
- Subconsciente "Holocausto" (2006)
- Rogard "Esclavos del Rap" (2006)
- El Disop,Porta,Rime y Orion "Interludio Magos" (2006)
- Xopi "Esclavitud" (2007)
- Mr.Jota "B-Boys de asfalto" (2007)
- DJ Nexxa "Traigo la rima" (2007)
- VV.AA. "Reko-neixement" (2007)
- Orión "A rapatabla" (2007)
- Mayling "Tema inédito" (2008)
- Danos "Todo gira en torno" (2008)
- VV.AA. "Rap in Jam Vol.1" (2008)
- Loco "Cobarde" (2009)
- Rogard "Un mal día" (2009)
- Loco y Shuly "Cuerdos colegueos" (2009)
- Rogard "En el nombre del Rap" (2009)
- Jakob "Dónde está mi alma" (2009)
- Sereno "El tiempo pasa" (2009)
- Danos "Odio" (2010)
- Rogard "Un diablo y un ca...." (2011)
- La trama "Algo fayah" (2012)
- Carmans "Problemas no!" (2012)
- DJ Muns "Intro A solas con mi ego" (2012)
- Larah Fémina "¿De qué vives?" (2012)
- Vk9 "First class" (2012)
- Asunisune "Suave seda" (2012)
- DJ Nasty "Nasty Sound"  "First Class" (2014)